# Dopplersatellit
Als Dopplersatelliten werden künstliche Erdsatelliten bezeichnet, die zur Messung des Dopplereffektes dienen, der durch ihre Bahngeschwindigkeit und die Erdrotation verursacht wird. Dies lässt sich mit verschiedenen Instrumenten bewerkstelligen:
- Einrichtungen zum Messen dieser Frequenz-Verschiebungen,
- einen sehr stabilen Oszillator, um konstante Funkfrequenzen auszustrahlen, oder
- einen Transponder, um die von einer Bodenstation eintreffenden Funksignale zu beantworten (siehe auch Sekundärradar).

Bereits zu Beginn der Raumfahrt 1957 wurde das Doppler-Messprinzip zur Bahnbestimmung der Sputnik- und Explorer-Satelliten eingesetzt. Wenige Jahre später startete man eigene Navigationssatelliten, die in den 1970er und 1980er Jahren für Zwecke der Astrometrie und der Erdmessung vervollkommnet wurden.

## Erste Doppler-Navigationssatelliten
Die Methode, den Dopplereffekt im großen Stil für die Navigation und bald auch für die Geodäsie zu nützen, geht auf das Transit-System der USA zurück: die US-Marine startete ab 1960 mehrere die Erde auf Polarbahnen umkreisende Satelliten und stellte das System bereits 1964 – nach endgültiger Bereinigung der Kubakrise – für die zivile Nutzung zur Verfügung. Die mindestens 5 Satelliten bildeten eine etwa 1100 km hohe Kugelschale von 5 kreisähnlichen Satellitenbahnen, in denen sich die Erde wie in einem genau ausgemessenen Käfig dreht.
Die Doppler-Ortsbestimmung von militärischen und zivilen Schiffen ist mit den Methoden der Hyperbelnavigation verwandt, doch werden keine direkten Streckendifferenzen, sondern minutenlang integrierte Geschwindigkeiten bestimmt. Mit dieser neu entwickelten Satellitenortung auf Basis mehrerer Dopplersatelliten (Transit-Satelliten der NASA und ihr russisches Äquivalent) konnte die Schiffs- und Flugnavigation von der bis dahin standardmäßigen 1-Meilen-Genauigkeit auf ±20 bis 50 m gesteigert werden, und nur wenige Jahre später konnte man erstmals internationale, weit ausgedehnte Bahn- und Landesvermessungen mit Meter-Genauigkeit durchführen.

## Weiterentwicklungen: NOVA und DORIS
Ab etwa 1965 kamen amerikanische Dopplersatelliten des Typs NOVA (Non-gravitational Orbit (corrected?) Vehicle Acceleration) zum Einsatz, die mit speziellen Beschleunigungs- und Stoßsensoren auch die nicht-gravitativen Kräfte auf die Satellitenbahnen berücksichtigen konnten. Dadurch konnte die Navigation weltweit auf 20 m Genauigkeit gesteigert werden, längere Kampagnen der Landesvermessung sogar auf 20–30 cm.
Für die „Dopplernetze“ – z. B. die länderübergreifenden DÖDOC- und WEDOC-Kampagnen, in denen man weiträumige Kontroll-Vermessungsnetze nullter Ordnung mit Punktabständen von 100–500 km aufbaute – wurde neben der klassischen 400 MHz-Frequenz auch eine mit 150 MHz eingerichtet, sodass der frequenzabhängige Einfluss der Hochatmosphäre eliminiert werden konnte (er macht einige m bis max. 100 m aus).
Um 1985 entwickelte Frankreich ein Messsystem namens DORIS, bei dem nicht die Bodenstationen den Dopplereffekt der aus dem Orbit kommenden Signale messen, sondern bei dem dies in den Satelliten selbst erfolgt. Dadurch sind Einsparungen im Aufwand und bei der Organisation von Messkampagnen möglich. Seit etwa 1990 trägt DORIS mit rund 50 Bodenstationen zur Überwachung der Erdrotation und des geodätischen Bezugsystems der Erde bei, aber auch zur Analyse der Ladungsdichte in der Ionosphäre.